# 獵人山自治市

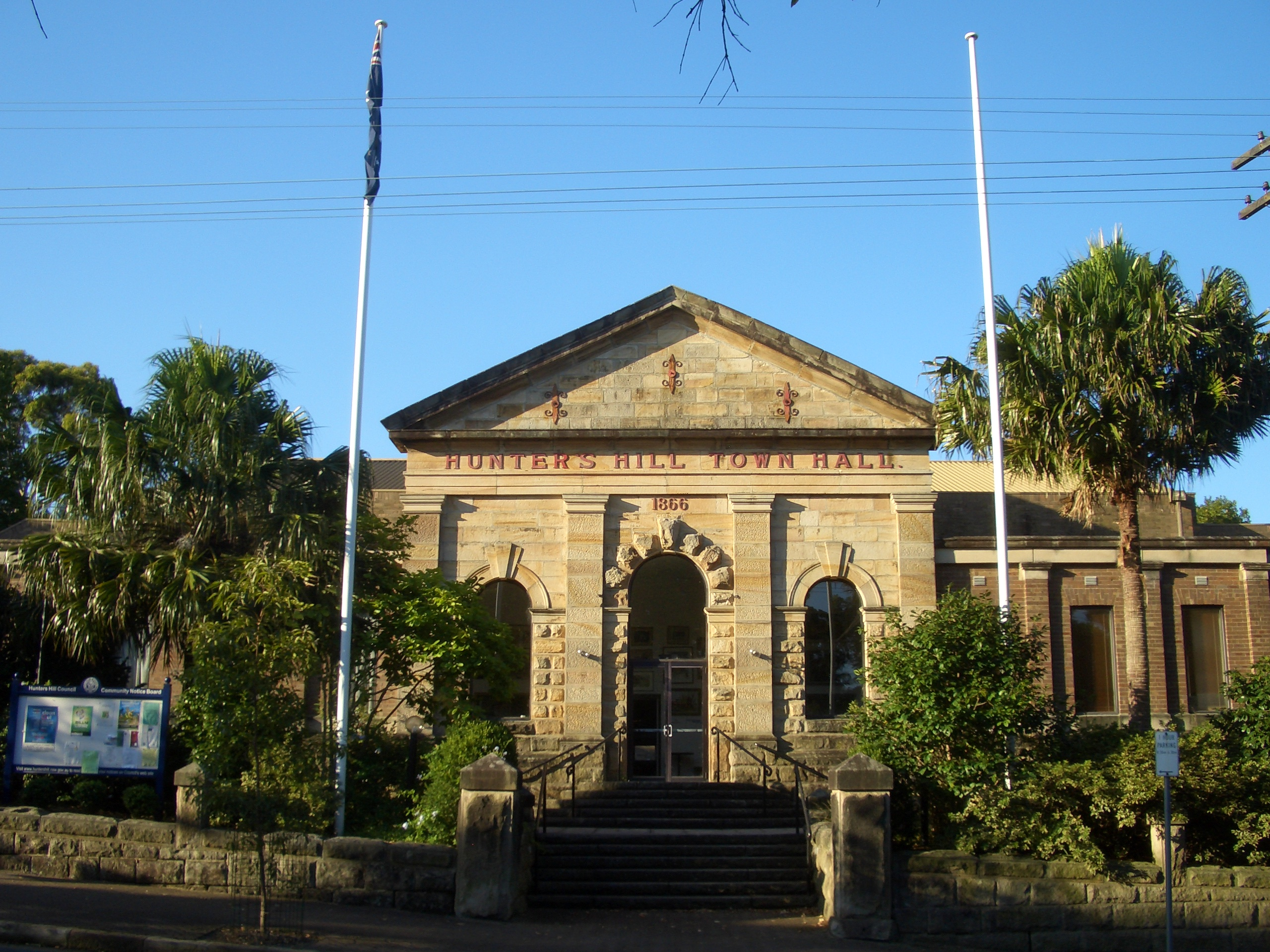
獵人山自治市政廳

獵人山自治市（英語：Municipality of Hunter's Hill）是澳大利亞新南威爾斯州最小的地方政府。

## 人文
根據澳大利亞統計局數據ABS （页面存档备份，存于），獵人山自治市：
至2006年6月30日，有居民13,912人，是新南威爾斯州人口第86大城；人口比例佔州內6,827,694的0.2%。

## 議會
獵人山自治市議會有議席6座，分由2個選區，各選出3位議員，市長為直選。

## 外部連結
- 獵人山導覽網站 （页面存档备份，存于）
- 獵人山自治市政府官方網站 （页面存档备份，存于）
- 2001年人口調查 （页面存档备份，存于）

33°49′S 151°08′E / 33.817°S 151.133°E